# Мацей Бернат-Решчинський
Мацей Бернат-Решчинський (пол. Maciej Bernatt-Reszczyński) 15 листопада 1955 Вроцлаві) — польський журналіст, письменник, актор та режисер. Випускник акторського відділу Польської національної вищої школи кіно, телебачення та театру імені Леона Шиллера в Лодзі (1978), де навчався один рік з Боженою Стрийкувною, Ельжбетою Півек, Богуславою Павелец, Яцком Команем, Пйотром Скібою, Анджеєм Щитко, Яцентом Єндрусіком і Маріушом Войцеховським. Розпочав свою професійну кар’єру в театрі, працюючи, серед іншого, в Театрі імені Юліуш Остерви в Ґожуві-Велькопольському та Вроцлавському сучасному театрі під керівництвом Казімежа Брауна, а з 1984 року режисером в Ірландії, де створив разом з Даре Бреханом театральну групу «Theatre Unlimited». З 1989 року був пов'язаний з BBC. У 1996–2003 роках створив вебсайти найбільших мовних редакторів Всесвітнього вебсайту BBC і працював головним редактором європейських вебсайтів BBC World Website. З квітня 2003 по березень 2011 року керував українською редакцією BBC. У 2011-2016 роках жив у Польщі, працюючи, серед іншого, на посаді заступника директора, а потім директора відділу координації програм TVP. Книги: Біографія творця найвідомішого польського вікторинного шоу «Велика гра Серафіновича», історичний звіт «Незручний Поляк», присвяченого вбивству Народною гвардією, командира польської поліції у Варшаві, полковника Александра Рещинського, «Гарі Купер з річки Вісла - Життя та ролі Єжи Пішельського», один із найбільших любителів польського довоєнного кіно (Фабула-Фраза, 2019). 